# Barbie : Mariposa et ses amies les fées papillons
Série Barbie
Barbie, princesse de l'Île merveilleuse
(2007) Barbie et le Palais de diamant
(2008)
Série Barbie Fairytopia
Barbie Fairytopia : Magie de l'arc-en-ciel
(2007) Barbie : Mariposa et le Royaume des fées
(2013)
Pour plus de détails, voir Fiche technique et Distribution.
Barbie : Mariposa et ses amies les fées-papillons, ou Barbie : Mariposa et les fées-papillons au Québec, (Barbie: Mariposa and her Butterfly Fairy Friends)  est le 12e long-métrage d'animation qui met en scène le personnage de Barbie, ainsi que le quatrième film de la série Fairytopia après Barbie Fairytopia, Barbie Fairytopia: Mermaidia et Barbie Fairytopia : Magie de l'arc-en-ciel. Le film est sorti en DVD le 26 février 2008 et a été réalisé par Conrad Helten. 

## Synopsis
Mariposa et ses amis vivent dans un royaume protégé des Skeezite, créatures volantes mangeuses de fées papillons, par les lumières magiques de la Reine Marabella. Mais les fleurs qui diffusent cette lumière menacent de s'éteindre car la Reine a été empoisonnée par sa cruelle suivante Henna. Le Prince Carlos et Mariposa s'allient alors pour d'un côté, arrêter Henna, et de l'autre, trouver l'antidote qui sauvera la Reine et le Royaume.

## Fiche technique
- Titre original : Barbie: Mariposa and her Butterfly Fairy Friends
- Titre français : Barbie : Mariposa et ses amies les fées-papillons
- Réalisation : Conrad Helten
- Scénario : Elise Allen
- Direction artistique : Walter P. Martishius
- Musique : Eric Colvin
- Production : Luke Carroll et Tiffany J. Shuttleworth ; Paul Gertz et Rob Hudnut (exécutifs)
- Sociétés de production : Mattel Entertainment, Rainmaker Entertainment
- Société de distribution : Universal Studios Home Entertainment
- Pays d'origine : États-Unis
- Langue d'origine : anglais
- Format : couleur - son stéréo
- Genre : Film d'animation
- Durée : 75 minutes
- Dates de sortie : 
  -  États-Unis : 26 février 2008 (DVD)
  -  France : 26 février 2008 (DVD)[2]

Sources : Générique du DVD, IMDb

## Distribution
| - Kelly Sheridan : Elina - Chiara Zanni : Mariposa - Tabitha St. Germain : Willa / Coral / une Flutterpixie - Kathleen Barr : Rayna - Erin Matthews : Rayla - Cathy Weseluck : Dizzle / Windy / la Fée de la Grotte - Nicole Oliver : Henna - Alessandro Juliani : Carlos - Alister Abel : Lord Gastrous - Jane Barr : Anémone / Marabella - Terry Klassen : Skeezite 1 - Lee Tockar : Bibble / Skeezite 2 - David Kaye : un soldat de la garde royale | - Rafaèle Moutier : Elina - Jessica Monceau : Mariposa - Nathalie Bleynie : Willa - Patricia Legrand : Coral - Catherine Diraison : Rayna - Jessica Barrier : Rayla - Annabelle Roux : Windy - Valérie Nosrée : Henna - Guillaume Lebon : Carlos - Patrick Béthune : Lord Gastrous - Élodie Ben : Anémone - Dominique Vallée : Marabella / Fée de la grotte - Sylvain Lemarié : Skeezite 1 - Bruno Rozenker : Skeezite 2 / le garde royal |

Source : Générique du DVD

## Autour du film
Créée en 1959, la poupée Barbie est à l'origine de nombreux produits dérivés. Elle a également inspiré plusieurs films d’animation. Barbie: Mariposa est le douzième long métrage mettant en vedette Barbie qui incarne différents personnages. Il est sorti la même année que Barbie et le Palais de diamant et Barbie et la Magie de Noël. Il sera suivi en 2009 par Barbie présente Lilipucia et Barbie et les Trois Mousquetaires.
Il fait suite à la série des films Fairytopia mais n'est pas la suite des aventures d'Elina. L'histoire ne se passe pas à Fairytopia, mais dans la cité des fées papillons : Flottauvent.

## Distinctions

### Récompenses
- KIDS FIRST! Film Festival 2008 : KIDS FIRST! Best Award - Feature Film, Ages 5-8 3e place pour  Universal Studios Home Entertainment

### Nominations
- Leo Awards 2008 : Best Animation Program or Series

Source : IMDb